# Psychogene niet-epileptische aanvallen
Psychogene niet-epileptische aanvallen (PNEA), ook bekend als psychogene pseudo-epileptische aanvallen (PPEA), zijn aanvallen die lijken op epileptische aanvallen, maar zonder de karakteristieke elektrische ontladingen die wel bij epilepsie horen. PNEA staat ook bekend onder de Engelse afkorting PNES (psychogenic non-epileptic seizures).

## Oorzaken
Er is geen wetenschappelijke consensus over wat PNEA veroorzaakt. Veel artsen geloven echter dat psychologische problemen eraan ten grondslag kunnen liggen (ongeacht de psychologische of pathologische staat van de patiënt). Er wordt geschat dat ca. 20% van de patiënten die op gespecialiseerde epilepsieklinieken onderzocht zijn, PNEA heeft.
Of een aanval epileptisch is of niet wordt door een neuroloog vastgesteld via video-opnamen in combinatie met elektro-encefalografie (video-EEG). Tijdens een aanval wordt geen abnormale hersenactiviteit gemeten, zoals men dat bij epilepsie ziet.
PNEA worden vaak gecategoriseerd onder conversiestoornissen, somatoforme stoornissen en dissociatie en wordt met cognitieve gedragstherapie en door middel van gesprekken met een psycholoog en/of psychiater behandeld.
PNEA kunnen optreden bij zowel kinderen, volwassenen, sommigen die epilepsie hebben, sommigen die epilepsie hebben gehad en sommigen die geen epilepsie hebben en het ook nooit heeft gehad. PNEA kunnen vaak verschillend zijn en duren over het algemeen langer dan epileptische aanvallen.

## Diagnose
De differentiële diagnose van PNEA omvat enerzijds het uitsluiten van epilepsie als oorzaak van de aanvallen, samen met andere organische oorzaken van niet-epileptische aanvallen, zoals syncope, migraine, duizeligheid, en beroerte. Echter, 5 tot 20% van de patiënten met PNEA heeft ook epilepsie. Epileptische aanvallen in de frontale kwab kunnen verward worden met PNEA, hoewel deze meestal van kortere duur zijn, stereotiepe bewegingspatronen vertonen en voorkomen tijdens de slaap. Vervolgens wordt uitsluitsel gegeven of er sprake is van een nagebootste stoornis (een onbewuste somatoforme stoornis, waarbij aanvallen plaatsvinden door psychologische oorzaken) en simulatie (het opzettelijk simuleren van epileptische aanvallen voor bewust persoonlijk gewin, zoals financiële compensatie of het vermijden van strafrechtelijke vervolging). Ten slotte worden andere psychiatrische aandoeningen die erg kunnen lijken op epileptische aanvallen geëlimineerd, waaronder paniekstoornis, schizofrenie, en depersonalisatiestoornis.
De meest overtuigende test om epilepsie te onderscheiden van PNEA is langdurige video-EEG monitoring, met als doel een of twee aanvallen op zowel video als EEG tegelijk te vangen (sommige specialisten gebruiken verschillende soorten methoden om een aanval teweeg te brengen). Een conventioneel EEG is misschien niet bijzonder nuttig vanwege een hoog aantal fout-positieven voor abnormale bevindingen in de algemene bevolking, maar ook abnormale bevindingen bij patiënten met bepaalde psychiatrische stoornissen die gelijken op PNEA. Extra diagnosecriteria worden doorgaans beschouwd
bij het stellen van een diagnose bij langdurige video-EEG monitoring omdat frontale kwab-epilepsie met EEG's mogelijk niet te detecteren zijn.
Naar aanleiding van de meeste tonisch-clonische- of complexe partiële aanvallen, stijgen de bloedspiegels van het serum-prolactine. Dit kan worden gedetecteerd door een laboratoriumanalyse, indien een monster wordt genomen in het juiste tijdsbestek. Echter, als gevolg van het hoge aantal valse positieven en de variabiliteit van de resultaten van deze test, wordt er minder frequent op vertrouwd.

### Terminologie
Het gebruik van oudere termen zoals pseudoaanvallen en hysterische aanvallen wordt sterk afgeraden. Hoewel het juist is dat een niet-epileptische aanval op een epileptische aanval kan lijken, kan pseudo- ook impliceren dat iets "verkeerd, frauduleus, of het anders doen voorkomen terwijl dat niet zo is". Niet-epileptische aanvallen zijn niet verkeerd, frauduleus, of pretenderen niet iets anders te zijn dan wat ze zijn.
De aandoening wordt ook wel aangeduid met niet-epileptische aanval stoornis (NEAA), functionele niet-epileptische aanvallen (FNEA), psychogene niet-epileptische aanvallen (PNEA) of psychogene pseudo-epileptische aanvallen (PPEA). Binnen DSM IV worden de aanvallen geclassificeerd als een somatoforme stoornis, terwijl in ICD-10 de term dissociatieve convulsies als een conversiestoornis wordt aangeduid.

### Kenmerkende verschijnselen
Sommige verschijnselen zijn weliswaar een sterke indicatie van PNEA maar geen absoluut bewijs en moeten in een breder klinisch beeld worden bezien. Er zijn twee onderscheidende kenmerken:
- Ten eerste: de patiënt heeft aanvallen waarin men bewegingsonrust constateert, zoals schokkende bewegingen en uitstoot van geluiden (abreaction).[2]
- Ten tweede: de patiënt heeft aanvallen waarbij niets anders geconstateerd wordt dan dat het bewustzijn verloren is (swooning).[2][9]

Verschijnselen die gebruikelijk zijn bij PNEA maar veel minder vaak voorkomen bij epilepsie zijn onder meer het bijten op het puntje van de tong, aanvallen die langer dan 2 minuten duren (gemakkelijkst te onderscheiden factor), epileptische aanvallen die geleidelijk sterker worden, een wisselend verloop in de ernst van de stoornis, gesloten ogen tijdens een aanval en het heen en weer bewegen met het hoofd.
Kenmerken die ongewoon zijn bij PNEA zijn onder meer automatismen (automatisch complexe bewegingen tijdens de aanvallen), ernstig tongbijten, bijten in de binnenkant van de mond, en incontinentie.
Als een patiënt bij wie een vermoeden van PNEA bestaat tijdens een klinisch onderzoek een aanval krijgt, kunnen er een aantal signalen aan het licht komen die de diagnose PNEA bevestigen of weerleggen. In tegenstelling tot epilepsiepatiënten, zullen patiënten met PNEA de neiging hebben weerstand te bieden tegen het geforceerd openen van hun ogen (indien deze tijdens de aanvallen gesloten zijn). Zij zullen ertoe in staat zijn te voorkomen dat hun hand in hun gezicht valt wanneer men die hand boven het hoofd laat vallen. Hun ogen zullen zij fixeren op een manier die erop wijst dat er geen neurologische storing is. Dergelijke onderzoeken zijn niet doorslaggevend, noch is het onmogelijk voor een vastberaden patiënt met een nagebootste stoornis een aanval overtuigend te simuleren.

## Risicofactoren
De meeste PNEA-patiënten (75%) zijn vrouwen, bij wie typisch de eerste symptomen tussen de late tienerjaren en begin twintig geconstateerd worden.
Bij een onderzoek onder 23 patiënten bleek er sprake te zijn geweest van een hogere frequentie van kindermishandeling, in het bijzonder bij personen met motorische betrokkenheid. Zulke bevindingen hebben geleid tot de suggestie dat PNEA een uiting van onderdrukte psychische schade kan zijn als reactie op een trauma, zoals kindermishandeling. De kindermishandelingstheorie is echter geenszins algemeen aanvaard, en uit verscheidene onderzoeken naar andere demografische factoren kwam geen hogere frequentie van gerapporteerd kindermisbruik bij PNEA-patiënten naar voren dan bij vergelijkbare patiëntengroepen met organische ziekte (gewoonlijk epilepsie).
Een aantal studies hebben ook een hoge incidentie van abnormale persoonlijkheidskenmerken of persoonlijkheidsstoornissen aangetoond bij patiënten met PNEA, zoals borderline-persoonlijkheidsstoornis. Wanneer echter een geschikte controlegroep wordt gebruikt, blijken dergelijke kenmerken niet altijd vaker voor te komen bij PNEA dan bij soortgelijke aandoeningen die ontstaan door een organische ziekte (zoals epilepsie).

## Psychologische benadering van de diagnose PNEA
Er bestaat geen standaardbehandeling voor patiënten met PNEA. Iedere patiënt behoeft een persoonlijke benadering.
Er bestaat een aantal aanbevolen stappen om de diagnose, op een eenvoudige en tactvolle manier, aan patiënten uit te leggen. Als een diagnose op negatieve wijze wordt medegedeeld, kan dit de patiënt frustreren en ertoe leiden dat de patiënt eventuele verdere behandelingen zal afwijzen.
Van belang is dat de patiënt duidelijk wordt uitgelegd wat PNEA is en welke gevolgen de diagnose heeft voor zowel de patiënt als diens verzorgers. Tien punten die in acht genomen kunnen worden, zijn:
1. de redenen voor de conclusie dat de patiënt geen epilepsie heeft
2. wat de patiënt dan wel heeft (beschrijf dissociatie)
3. dat de patiënt niet wordt verdacht van het "nabootsen" van de aanvallen
4. dat de patiënt niet "gek" is, en benadruk dit
5. dat de "spanningen" die aanvallen oproepen misschien niet meteen duidelijk zijn
6. de relevantie van etiologische factoren in het geval van de patiënt
7. welke aanhoudende factoren er zijn
8. dat na een juiste diagnose de patiënt kan beteren
9. dat het verminderen van een anti-epilepticum geleidelijk zou moeten geschieden
Anti-epileptica helpen niet bij PNEA[1]
10. welke psychologische behandeling het beste is voor de patiënt.

Psychotherapie is de meest gebruikte behandeling, die cognitieve gedragstherapie, inzichtgevende therapie, en/of groepswerk kunnen omvatten.

## Prognose
Hoewel er beperkt bewijs is, lijken uitkomsten relatief slecht te zijn. Een overzicht met resultaten uit enkele onderzoeken toont aan dat twee derde van de patiënten met PNEA aanvallen blijft ervaren. Na een vervolgonderzoek, drie jaar later, bleek meer dan de helft nog steeds afhankelijk te zijn van sociale hulp. Deze resultaten werden verkregen uit gegevens die gebaseerd waren op een academisch epilepsiecentrum waarheen patiënten doorverwezen waren. Bij het vervolgonderzoek was een aanzienlijk aantal afgevallen. De auteurs wijzen erop dat dit invloed kan hebben gehad op de uitkomst.
Bij patiënten met een hoger IQ, sociale status, hoger opleidingsniveau, constatering op jongere leeftijd en de diagnose, aanvallen met minder dramatische kenmerken, en minder bijkomende somatoforme klachten, bleek het resultaat beter te zijn.

## Geschiedenis
Hystero-epilepsie is een historische term die verwijst naar een aandoening beschreven door de 19de-eeuwse Franse neuroloog Jean-Martin Charcot waarbij patiënten met een neurose symptomen "verwierven" die sterk leken op epileptische aanvallen. Dit werd geweten aan het behandelen van deze patiënten op dezelfde afdeling als zij die echt epilepsie hadden.

## Pseudo
Pseudo- in psychogene pseudo-epileptische aanval betekent vals of nep. Dit betekent niet dat de aanvallen als aanstellerij gezien moeten worden. Het is een signaal dat zich uit als een psychische spanningsaanval.